# پل گویلفویل
پل گویلفویل (به انگلیسی: Paul Guilfoyle) (زاده ۲۸ آوریل ۱۹۴۹) بازیگر آمریکایی است.
از فیلم‌های معروف او می‌توان به بازی در فیلم ایر فورس وان، مرد کادیلاک، خون‌بها، رنگ‌های بنیادین، مانی و لو، تحلیل نهایی، قلب تصادفی، هاوارد اردکه، شب‌هنگام در منهتن، زنده از بغداد، رنگ‌های واقعی، زندانیان بهشت، اودسا کوچک، برهنه در نیویورک، یک پلیس سرسخت، آرتور شاه و کشمکش خوب اشاره کرد.